# Cardanus sulcithorax
Cardanus sulcithorax es una especie de coleóptero de la familia Lucanidae.

## Distribución geográfica
Habita en Tailandia, Península de Malaca, Java y  Filipinas.